# Brännskär (Vårdö, Åland)
Brännskär är en ö i Åland (Finland). Den ligger i Skärgårdshavet och i kommunen Vårdö i landskapet Åland, i den sydvästra delen av landet. Ön ligger omkring 36 kilometer nordöst om Mariehamn och omkring 250 kilometer väster om Helsingfors.
Öns area är 13,2 hektar och dess största längd är 480 meter i nord-sydlig riktning. Ön höjer sig omkring 10 meter över havsytan.